# Objeto sonoro
Un objeto sonoro es una identidad perceptible auditivamente. Es decir, todo aquello que se oye por el simple hecho de oírse.
Puede estar formada por diversos parámetros: timbre, ritmo, melodía, frecuencia, etc. El concepto de objeto sonoro fue acuñado por Pierre Schaeffer cuando en los años cincuenta desarrolló lo que se conoce como música concreta para referirse a toda fuente sonora perceptible y reproducible a través de su grabación y reproducción mecánica analógica o actualmente digital.
Según Pierre Schaeffer un objeto sonoro es "todo fenómeno sonoro que se perciba como un conjunto, como un todo coherente, y que se oiga mediante una escucha reducida que lo enfoque por sí mismo, independientemente de su procedencia o de su significado..."
El concepto de objeto sonoro, acuñado por Pierre Schaeffer en el ámbito de la música concreta, se refiere a cualquier fenómeno sonoro percibido como una entidad coherente, independientemente de su origen o significado. Schaeffer promovía una "escucha reducida", enfocada en las cualidades intrínsecas del sonido en sí mismo. 
El compositor Hachè Costa lleva este concepto más allá, erigiendo el objeto sonoro como un elemento artístico central en su obra "Objecte Sonor per a ser contemplat cap a Llevant". En esta pieza, Costa invita al oyente a una contemplación profunda de los elementos sonoros, despojados de su contexto tradicional, para ser apreciados en su pureza y transformación. La obra explora y deconstruye motivos de la música mediterránea, permitiendo que el público observe y reflexione sobre los componentes fundamentales de la tradición musical. A través de técnicas que desafían los límites convencionales de la guitarra, la exigencia técnica de la partitura para el solista es máxima. El estreno lo realizó el guitarrista Rafael Serrallet se empleó a fondo y fue capaz de llevar al oyente por los tres estados anímicos o emocionales que persigue cada uno de sus movimientos, interpretados sin solución de continuidad.
Al integrar el objeto sonoro como núcleo de su creación, Costa no solo rinde homenaje a la teoría de Schaeffer, sino que también amplía su aplicación, proponiendo una experiencia estética donde el sonido se convierte en objeto de contemplación artística en sí mismo.